# Gravity Crash
Gravity Crash est un jeu vidéo développé par Just Add Water pour la PlayStation 3. Il est sorti sur le PlayStation Store le 24 novembre 2009 dans le monde entier. Une démo du jeu est sortie le même jour.
Gravity Crash Ultra est sorti en 2014 sur PlayStation Vita

## Système de jeu
Le joueur dirige un vaisseau propulsé par un unique réacteur, les deux sticks de la Dual Shock peuvent être mis à contribution, celui de gauche pour diriger et faire effectuer des rotations au vaisseau, le second pour tirer dans la direction du stick. D'autres boutons servent à lancer les attaques spéciales ou activer le bouclier en mode manuel.

## Graphismes
Le jeu est composé de graphismes vectoriels pour les décors, les éléments mobiles (alliés, ennemis, portes, lasers, bonus...) et d'effets 2D classiques pour les explosions et effets de lumière, d'autres effets comme la réfraction due à la chaleur, l'eau ou les champs magnétiques qui agrémentent l'expérience visuelle. Des zooms automatiques vers l'avant se produisent lors du sauvetage de membres d'équipage.

## Missions
Le joueur doit se frayer un chemin à travers différentes planètes ayant chacune leur environnement. Le vaisseaux peut également plonger sous l'eau comme un sous-marin afin d'atteindre les parties aquatiques de certaines planètes. D’autres planètes comportent des volcans ou de la lave. Toutes ces planètes sont colonisées par des ennemis qui y ont bâti des villes et usines, les principales missions étant de détruire les infrastructures ennemies, d’autres missions vous demanderont de collecter certaines gemmes de différentes couleur.
La plupart de niveaux comportent des missions annexes, comme sauver des membres d’équipages échoués sur ces planètes ou trouver des pièces d’artefact qui vous permettront de débloquer des planètes bonus.

## Éditeur de niveau
Le jeu est fourni avec un éditeur de niveau complet, d'ailleurs les développeurs précisent, sur le Blog officiel PlayStation France, que la totalité des niveaux du jeu ont été créés avec cet éditeur. Il permet aux joueurs de réaliser les éléments de décor basiques: formes géométriques, formes de roches (solides ou destructibles) pour l'avant et l'arrière plan. Une pression sur le bouton L1 permet de passer aux éléments de gameplay et de décoration (vaisseaux ennemis, plantes, bonus, membres d'équipage, usines, villes...) mais aussi la programmation d'interrupteurs, de zones mécaniques (zones ennemies, zones de ré-initialisation en cas de destruction du vaisseau, zones venteuses, etc.)
Il est également possible de régler, dans le menu, l'environnement de la planète (gravité, pluie, chute de météorites...) ainsi que les couleurs de la roche et la couleur des quatre coins de l'arrière plan.

## Jeu en ligne
Le jeu propose de jouer à des niveaux créés par des utilisateurs connectés au PlayStation Network, le joueur peut choisir les niveaux parmi les joueurs les mieux notés ou les créations les plus récentes. Le joueur peut également jouer aux niveaux créés par les utilisateurs de sa liste d'amis. Un système de vote permet de voter pour son créateur favoris.

## Trophées
Ils sont au nombre de 20 (19 Bronze et 1 Argent)

## Bande son
Les musiques du jeu composées par CoLD SToRAGE, également auteur des musiques de certains épisode de WipEout, dans un style reprenant le style techno des jeux vidéo des années 80, sont en libre écoute sur le site officiel de Just Add Water sur cette page. Douze pistes dont une au format mp3 téléchargeable (bonus track).